# Hirvijärvi (Övertorneå socken, Norrbotten)
Hirvijärvi är en sjö i Övertorneå kommun i Norrbotten och ingår i Sangisälvens huvudavrinningsområde. Sjön har en area på 3,94 kvadratkilometer och ligger 117 meter över havet. Sjön avvattnas av vattendraget Sääjoki.

## Delavrinningsområde
Hirvijärvi ingår i det delavrinningsområde (739192-182936) som SMHI kallar för Utloppet av Hirvijärvi. Medelhöjden är 142 meter över havet och ytan är 30,45 kvadratkilometer. Det finns inga avrinningsområden uppströms utan avrinningsområdet är högsta punkten. Sääjoki som avvattnar avrinningsområdet har biflödesordning 2, vilket innebär att vattnet flödar genom totalt 2 vattendrag innan det når havet efter 83 kilometer. Avrinningsområdet består mestadels av skog (57 procent) och sankmarker (23 procent). Avrinningsområdet har 3,94 kvadratkilometer vattenytor vilket ger det en sjöprocent på 12,9 procent.